# Rudolf Hermann Eisenmenger
Rudolf Hermann Eisenmenger (* 7. August 1902 in Piskitelep in Siebenbürgen, Österreich-Ungarn; † 3. November 1994 in Wien) war einer der erfolgreichsten österreichischer Maler des NS-Regimes, hochrangiger NS-Kulturfunktionär und von 1939 bis 1945 Präsident des Wiener Künstlerhauses.

## Leben und Werk

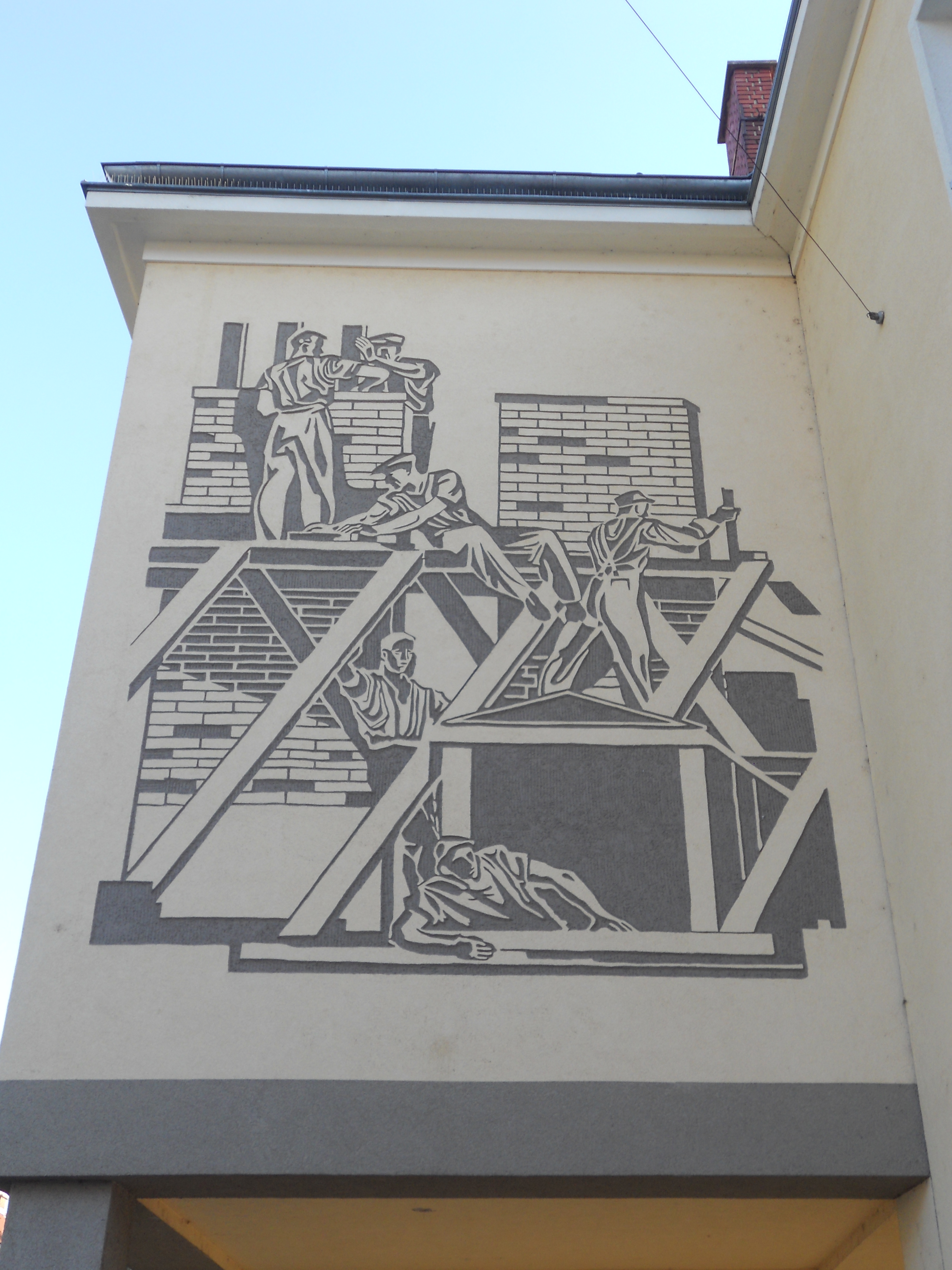
Sgraffito Glückliche Menschen in neuen Häusern von Rudolf Hermann Eisenmenger, Wohnhausanlage Justgasse 6–14 in Wien

Rudolf Hermann Eisenmenger war Sohn des Arztes Rudolf Eisenmenger. Er zog 1921 mit seinen Eltern nach Wien und begann dort ein Studium an der Wiener Akademie bei Hans Tichy sowie Rudolf Bacher. Er trat 1921 der Wiener Akademischen Burschenschaft Silesia bei.
1930 wurde er jüngstes Mitglied des Wiener Künstlerhauses, hatte die erste Ausstellung 1930 und 1932 den Durchbruch mit 32 ausgestellten Werken. Zum 28. Februar 1933 trat er der NSDAP bei (Mitgliedsnummer 1.457.641). Eisenmengers eigener Stil ist geprägt vom traditionellen klassischen und romantischen Element. Ab den 1930er-Jahren malte Eisenmenger auch propagandistische Werke, wie beispielsweise „die beiden Wandbilder für das Wiener Rathaus Heimkehr der Ostmark und Gaben der Ostmark, die junge Männer im Braunhemd mit Hakenkreuzfahnen zeigen und deren NS-Gesinnung unbestreitbar ist“ (Christine Oertel). 1936 war er Vertreter Österreichs für die Olympischen Sommerspiele 1936 und erhielt die Silberne Medaille im olympischen Kunstwettbewerb für das Gemälde Läufer vor dem Ziel. Weiter erhielt er das Österreichische Verdienstkreuz für Kunst und Wissenschaft 1. Klasse und den Preis der Stadt Wien. Es folgten erfolgreiche Ausstellungen in den USA, Berlin und Polen.
1937 war er österreichischer Juror und Aussteller im Haus der Deutschen Kunst in München. 1938 nahm er erneut an der Biennale Venedig teil und erhielt den Preis der Stadt Wien. Adolf Hitler, ein großer Bewunderer der Kunst Eisenmengers, der Nationalsozialist war, kaufte zahlreiche seiner in der Großen deutschen Kunstausstellung gezeigten Werke, darunter das Gemälde Die Nacht begleitet den Morgen, welches lange Jahre im Besitz der Preußischen Schlösserstiftung war und nun dem Berliner Deutschen Historischem Museum gehört. 1943 nahm er mit zwei Arbeiten an der von Reichsleiter Baldur von Schirach organisierten Ausstellung „Junge Kunst im Deutschen Reich“ in Wien teil. Bei der Ausstellung „Deutsche Künstler und die SS“ 1944 in Breslau wurde von ihm der Gobelin Heimat: „Die Kraft von uns allen liegt nicht in einem internationalen Phantom – sie liegt in unserer Heimat“ ausgestellt. Eisenmenger stand 1944 in der Gottbegnadeten-Liste des Reichsministeriums für Volksaufklärung und Propaganda.

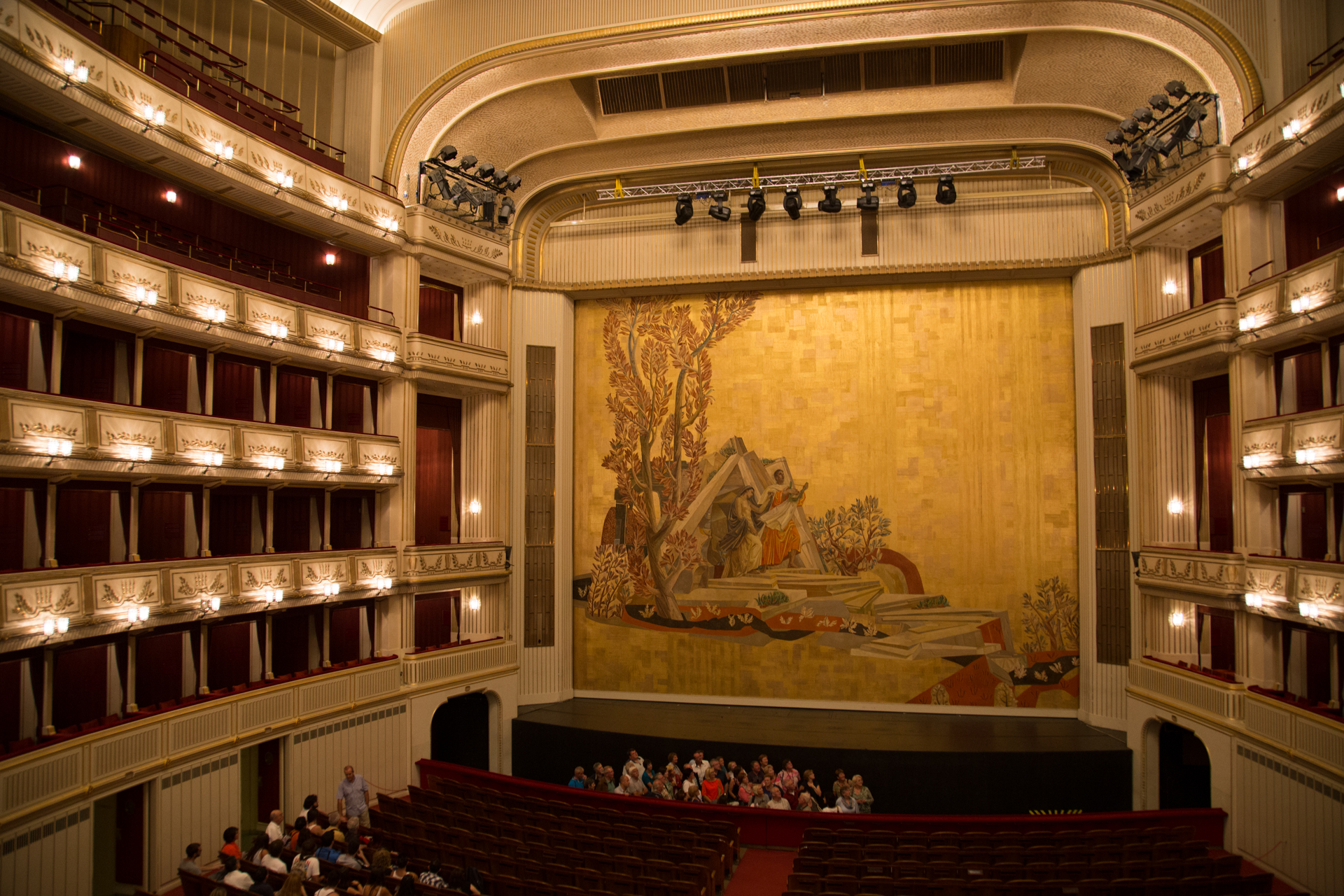
Eiserner Vorhang der Wiener Staatsoper

Nach dem Krieg arbeitete er weiter in Wien und erhielt zahlreiche Aufträge und Preise. 1948 entwarf er den Wandbehang im Kinosaal des Künstlerhauses. 1950 erstellte er die Webvorlagen für die Tapisserie im Gustav Mahler-Saal der Wiener Staatsoper. Ebendort gestaltete er 1955 den Eisernen Vorhang mit dem Hauptthema der Oper Orpheus und Eurydike von Christoph Willibald Gluck. Seit 1998 wird das Großbild von Eisenmenger in der Wiener Staatsoper von museum in progress im Rahmen des Kunstprojektes Eiserner Vorhang in jährlichem Wechsel durch Werke zeitgenössischer Künstlerinnen und Künstler verhängt. „Diesem aus gesellschaftspolitischer und kunsthistorischer Sicht äußerst problematischen Werk Eisenmengers setzt das Projekt von museum in progress die künstlerische Praxis der Gegenwart entgegen.“ (Kaspar Mühlemann Hartl). 1951 fertigte Eisenmenger zwei Sgraffiti Glückliche Menschen in neuen Häusern an Wohnhäusern in der Justgasse 6–14. 1953 entstand ein Wandgemälde in einer Hotelbar in Bad Gastein, das das bäuerliche Leben zum Thema hatte; 1957 dann das Altarbild für die 1957 geweihte Pfarrkirche St. Christophorus in Baden bei Wien.
Rudolf Eisenmenger wurde auf dem Kalksburger Friedhof bestattet.

## Auszeichnungen
- 1923: Lampi-Preis
- 1925: Kleber-Preis
- 1929: Rompreis
- 1936: Preis der Stadt Wien
- 1936: Silberne Olympiamedaille, Berlin
- 1957: Österreichisches Ehrenkreuz für Wissenschaft und Kunst I. Klasse
- 1973: Großes Silbernes Ehrenzeichen für Verdienste um die Republik Österreich[13]